# Мргашат
Мргашат (арм. Մրգաշատ) — село в Армавирской области Армении.

## География
Село расположено в центральной части марза, к югу от автодороги , на расстоянии 2 километров к юго-востоку от города Армавир, административного центра области. Абсолютная высота — 850 метров над уровнем моря.
Климат
Климат характеризуется как семиаридный (BSk в классификации климатов Кёппена). Среднегодовая температура воздуха составляет 12 °C. Средняя температура самого холодного месяца (января) составляет −3 °С, самого жаркого месяца (июля) — 25,2 °С. Расчётная многолетняя норма атмосферных осадков — 296 мм. Наибольшее количество осадков выпадает в мае (51 мм).

## Население
| Год переписи | Население          | Население          | Население          | Население            | Население            | Население            |
| Год переписи | Наличное население | Наличное население | Наличное население | Постоянное население | Постоянное население | Постоянное население |
| Год переписи | Всего              | Мужчины            | Женщины            | Всего                | Мужчины              | Женщины              |
| ------------ | ------------------ | ------------------ | ------------------ | -------------------- | -------------------- | -------------------- |
| 2001         | 4997               | 2366               | 2631               | 5297                 | 2549                 | 2748                 |
| 2011         | 4873               | 2321               | 2552               | 4993                 | 2422                 | 2571                 |